# نیکولای کوزنتسوف (ورزشکار)
نیکولای کوزنتسوف (روسی: Николай Александрович Кузнецов؛ زادهٔ ۱ ژوئیهٔ ۱۹۵۳) قایقران روئینگ اهل اتحاد جماهیر شوروی سوسیالیستی است.